# Noureddine Zekri (football)
Ne doit pas être confondu avec Noureddine Zekri.
Noureddine Zekri (en arabe : نورالدين زكري), né le 4 novembre 1964 à Batna, est un entraîneur de football algérien.

## Biographie
Zekri obtient ses diplômes d'entraîneur, une licence professionnelle de l'UEFA, dans le célèbre centre d'entraînement de football italien, le FIGC Settore Tecnico Coverciano.

### Brera Calcio
Zekri commence à entraîner la nouvelle équipe milanaise de Brera Calcio en 2000 en Serie D, mais il est limogé peu de temps après, et remplacé par Walter Zenga. Il est de retour au Brera Calcio lors de la saison 2005/2006. La saison suivante, il réussit à faire monter l'équipe en Serie C, démissionnant immédiatement après.

### ES Sétif
Le 8 décembre 2009, Zekri est annoncé comme le nouvel entraîneur du club algérien de l'ES Sétif.
Lors de sa première saison, Zekri remporte la Coupe d'Algérie, la Coupe nord-africaine des clubs champions, et la Supercoupe de l'UNAF.
Cependant, le 18 août 2010, Zekri est limogé de son poste de manager, en raison des mauvais résultats obtenus lors de la phase de groupe de la Ligue des champions de la CAF 2010, ne récoltant qu'un seul point sur les trois premiers matches de groupe. La défaite 1-0 contre les Dynamos FC du Zimbabwe constitue la défaite de trop pour le président de l'ES Sétif Abdelhakim Serrar.

### MC Alger
Le 11 mars 2011, Zekri est nommé entraîneur du MC Alger, en remplacement du Français sortant Alain Michel. Il signe un contrat de 16 mois avec le club. Lors de son premier match en tant qu'entraîneur, le MC Alger s'incline 4-1 face au Dynamos FC du Zimbabwe au premier tour de la Ligue des champions de la CAF 2011. Cependant, l'équipe réussi à gagner le match retour 3-0, et parvient à se qualifier pour le tour suivant. Le 10 juillet 2011, Zekri démissionne de son poste d'entraîneur.

## Palmarès
ES Sétif
| - Coupe d'Algérie (1) : - Vainqueur : 2009-10. - Coupe nord-africaine des clubs champions (1) : - Vainqueur : 2009. |  | - Supercoupe de l'UNAF (1) : - Vainqueur : 2009 |

Ligue de champions afrique 2010